# Silent Hill: Origins
Silent Hill: Origins, bekend als Silent Hill Zero in Japan, is een survival horror video game voor de PlayStation Portable en het vijfde deel in de Silent Hill serie, waarvoor het dient als een prequel. 
Het werd uitgegeven door Konami Digital Entertainment en ontwikkeld door Climax Studios. Het spel werd uitgebracht in november 2007, een poort naar de PlayStation 2 werd uitgebracht in maart 2008. De soundtrack werd gecomponeerd door Akira Yamaoka, met sommige songs ingezongen door Mary Elizabeth McGlynn.
Het spel vindt plaats in Silent Hill, een fictief Amerikaans dorp. Daar volgt Origins Travis Grady als hij zoekt naar aanwijzingen met betrekking tot een meisje dat hij gered heeft van een brand.